# Varpusaari (ö i Södra Savolax, S:t Michel, lat 61,37, long 26,71)
Varpusaari är en ö i Finland. Den ligger i sjön Juolasvesi och Sarkavesi och i kommunen Mäntyharju i den ekonomiska regionen  S:t Michel och landskapet Södra Savolax, i den södra delen av landet, 160 km nordost om huvudstaden Helsingfors. Öns area är 3,3 hektar och dess största längd är 380 meter i nord-sydlig riktning.